# Apanteles malacosomae
Apanteles malacosomae är en stekelart som beskrevs av Pandey, Ahmad, Haider och Shuja-uddin 2004. Apanteles malacosomae ingår i släktet Apanteles och familjen bracksteklar. Inga underarter finns listade i Catalogue of Life.